# Per-Olof Olsson

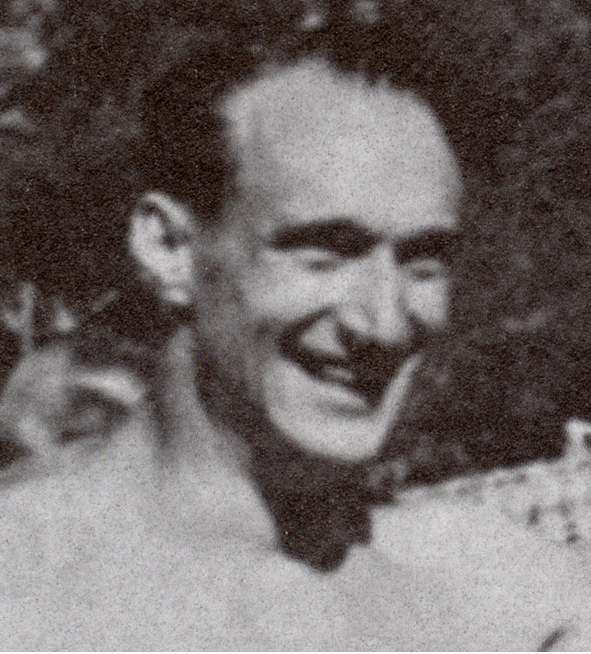
Per-Olof Olsson

Per-Olof Verner Olsson (* 10. Dezember 1918 in Stockholm; † 12. Oktober 1982 in Vadstena) war ein schwedischer Schwimmer, der bei Europameisterschaften eine Gold- und eine Bronzemedaille gewann.

## Karriere
Per-Olof Olsson schwamm für den Sim- och Idrottsklubben Hellas aus Nacka. Er war mit der Wasserspringerin Ann-Margret Nirling verheiratet.
1947 fanden in Monte Carlo die ersten Europameisterschaften nach dem Zweiten Weltkrieg statt. Über 100 Meter Freistil siegte der Franzose Alex Jany mit fast zwei Sekunden Vorsprung vor Olsson. Die 4-mal-200-Meter-Freistilstaffel mit Per-Olof Olsson, Martin Lundén, Per-Olof Östrand und Olle Johansson siegte vor den Franzosen und den Ungarn.
Bei den olympischen Schwimmwettbewerben 1948 in London erreichte Olsson das Finale über 100 Meter Freistil und belegte den sechsten Platz. Die 4-mal-200-Meter-Freistilstaffel mit den Europameistern Lundén, Östrand, Johannsson und Olsson belegte im Finale den vierten Platz mit einer Sekunde Rückstand auf die drittplatzierten Franzosen. Es gewann das Quartett aus den Vereinigten Staaten vor den Ungarn.